# Astrum
Astrum (plurale: astra) è un termine latino che significa "stella", ma anche "costellazione" e come significato traslato (cioè esteso e/o figurato) "cielo" (più che altro per identificare il cielo si usava il plurale astra). "Astrum" deriva a sua volta dalla parola greca τό ᾶστρον, che ha lo stesso significato.

## Uso presso gli antichi
Gli antichi ritenevano tutti i corpi celesti come astri, cioè come stelle, anche se si trattavano di pianeti. Lo stesso termine "pianeta" significava "(astri) erranti"(termine di derivazione greca). La volta celeste era formata dalla sfera delle stelle fisse (detta in latino "firmamentum" dall'aggettivo "firmus" che significa saldo, solido, fermo, sicuro) perché con il loro moto uniforme sembrava che fossero fissate al cielo, e dal moto dei corpi celesti con percorso proprio, i pianeti. La lettura degli astri era importantissima in tutte le culture, per determinare il destino umano. Le ziggurat, furono costruite anche come osservatori astronomici, per trarre auspici dalle stelle. Piramidi simili si trovano nelle Americhe, costruite dagli Aztechi e dai Maya come templi per sacrifici e per l'interpretazione delle stelle (oltre a essere un monumento che doveva innalzare il popolo verso gli dei, come le piramidi di Giza dovevano innalzare il faraone)

## Uso esogeologico
Il termine "astrum" era utilizzato in esogeologia per descrivere particolari formazioni geologiche tipiche del pianeta Venere: si tratta di strutture di tipo radiale presenti in superficie. Il termine è ora da considerarsi desueto, secondo le disposizioni emanate dall'Unione Astronomica Internazionale.